# ديلي ألامباسو
ديلي ألامباسو (بالإنجليزية: Dele Alampasu)‏ (24 ديسمبر 1996 بأبوجا في نيجيريا - ) هو لاعب كرة قدم نيجيري في مركز حراسة المرمى.

## وصلات خارجية
- ديلي ألامباسو على موقع الاتحاد الدولي (مؤرشف)  (الإنجليزية)
- ديلي ألامباسو على موقع قاعدة بيانات كرة القدم.إي يو (الإنجليزية)
- ديلي ألامباسو على موقع Soccerway.com (الإنجليزية)
- ديلي ألامباسو على موقع عالم كرة القدم.نت (الإنجليزية)
- ديلي ألامباسو على موقع AS.com (الإسبانية)